# Чамбал
Чамбал (енгл. Chambal) је река која протиче кроз Индију. Дуга је 1050 km. Улива се у Јамуну.